# Szigetcsép
Szigetcsép (németül: Tschip, szerbül: Чип) község Pest vármegyében, a Ráckevei járásban.

## Fekvése
Az észak-déli irányban közel 50 kilométeres hosszban elnyúló, de kelet-nyugati irányban itt alig 4-5 kilométer széles  Csepel-sziget középső részén, a Ráckevei-Duna és a Duna között terül el, Budapesttől 30 kilométerre. Maga a település a közigazgatási területének keleti részén alakult ki, vagyis a mellékághoz fekszik közelebb, határának nyugati felében, a folyó főága felőli oldalon inkább csak mezőgazdasági területek sorakoznak.
A szomszédos települések: észak felől Tököl, kelet felől Majosháza, délkelet felől Áporka, dél felől Szigetszentmárton, délnyugat felől Szigetújfalu, nyugat felől pedig Ercsi és Százhalombatta.
A község előtt Budapest felől érkezve jobbra fűzfákkal, nádasokkal kísért holtágat láthatunk, melynek élővízi kapcsolatát a Ráckevei-Duna-ággal csőáteresz biztosítja. Ez a "hókony", amelyet a Duna jeges áradása hagyott maga után. A folyóág itt nyúlik be legjobban a szigetre. Ma kitűnő horgászvizeket és szép nyaralóházakat láthatunk itt. A Duna-ágat nád, gyékény és sás kíséri. A nádas helyenként szigeteket alkot, ezek egy része úszóláp, melyeknek jelentős szerepe van a biológiai víztisztításban. Megcsodálhatjuk a sárga tavirózsát is, mely a fehér társánál is ritkább. Itt található kiemelendő védett növények, növénytársulások még: a tőzegmohafajok, a hússzínű ujjaskosbor, a mocsári nőszőfű, a tőzegpáfrány-telepek, a tündérrózsa-hínár.
Ritka, védett állatokban is bővelkedik a vízpart. Néhány közülük: bütykös hattyú, réti csík, vágócsík, mocsári teknősök, bölömbika, törpegém, récefélék, vöcsök, pettyes vízicsibe, haris, vízicickány, vidra.
A falu határában, az erdő szélén gyakran látni őzeket, nyulakat, fácánokat, barna rétihéját is.
A falu határában a szántóföldi művelésre alkalmas területen a folyami kavicsréteget homok fedi. Talaja öntéstalaj szerkezetű.
Az évi napsütéses órák száma magas (2000 óra), az évi középhőmérséklete 10-11 °C , az átlagos évi csapadékmennyiség 618 mm. A két folyóág közötti mikroklíma, a magas páratartalom kedvez a kertészetnek, szőlészetnek és gyümölcstermesztésnek. A falu határában egy csirketenyésztő üzem is működik.
A mezőgazdaságon kívül még több embert foglalkoztat a helyi gumiüzem, ablakgyártó üzem és a különböző vendéglők, boltok.

### Megközelítése
A település főutcája a Csepel-sziget keleti gerincútjának számító, Tököltől Ráckevéig húzódó, mindkét végpontján az az 5101-es úthoz csatlakozó 51 107-es számú mellékút: közúton – gépkocsival, vagy a Volánbusz autóbuszaival – ezen érhető el Budapest és az M0-s autóút, illetve Ráckeve felől is.
A MÁV vasútvonalai közül egyik sem érinti a települést – miként az egész Csepel-szigetet sem –, a fővárosból induló HÉV-vonalak közül viszont a budapesti Közvágóhídtól induló H6-os HÉV áthalad rajta. A járatnak korábban két megállási pontja is volt Szigetcsép területén: a falu nyugati szélén Szigetcsép HÉV-állomás, bő egy kilométerrel délebbre pedig Egyetemi Tangazdaság megállóhely; utóbbi a nevének megfelelően a Kertészeti és Élelmiszeripari Egyetem, illetve annak korábbi jogelődjei, az egyetemek 2000-es átszervezése után pedig a Budapesti Corvinus Egyetem itteni tangazdaságát szolgálta ki, 2004-es megszüntetéséig.

## Története
Szigetcsép határa már a rézkorban is lakott volt. A rézkori leletek mellett jelentős a község északi határában feltárt kora vaskori temető.
A község első okleveles említését "Cséptelek" néven 1283-tól ismerjük. Korábban "Chepteluk" volt a falu neve. 1283. október 19-én IV. László Moys mester özvegyének adta a birtokot. Moys V. István nádora IV. Lászlónak, akinek felesége Árpád-házi hercegnő. 1290-ben Fenenna királyné az oklevelet átírja, és Moys özvegye által így a budavári apácák tulajdonába kerül a birtok. A beginák még a 15. században is a község birtokosai.
Az 1559-es török összeírásban "Csépány" néven pusztaként említették. A legkisebb adót fizették a lakói. Az elnéptelenedett falu is a szultáni hászbirtokokhoz tartozott.
A 150 éves török uralom pusztítása után a bécsi kormány elrendelte a vármegye nagy részének újratelepítését. Politikai okok miatt alig hoztak magyarokat a telepítőbiztosok. A községbe - mely ekkor már "Csép" néven szerepel - 1706 táján rácokat telepítettek. Majd 1750 táján németek érkeztek Nürnberg és Württemberg környékéről, magukkal hozva szőlőtermesztési kultúrájukat is.
Több alkalommal sújtotta természeti csapás a községet. Az 1838-as árvíz után telepednek le a lakosok a község mai területére, a Dunától távolabb. Ekkor már Szigetcsép néven szerepel. 1870-ben óriási tűzvész pusztított, leégett a falu nagy része. Az 1876-os árvíz idején a mai Fő utcán csónakkal közlekedtek. Ezután kezdik meg a védgát építését szegedi és bezdáni kubikusokkal. 1940-ben és 1956-ban ismét kiöntött a Duna két ága, a Ráckevei-Duna felől egészen az udvarokig nyomult a víz.
A dualizmus idején a falu fejlődése virágzásnak indult. Iskolák, óvoda, malom, Hitelszövetkezet, Hangyaszövetkezet alakult. A községhez tartozik Szőlőtelep is. Az itteni királyi birtokon 1889-ben kezdték meg a szőlő telepítését.
1914-ben az első világháború kitörésekor 500 férfi vonult be a községből, 58-an hősi halált haltak. A Tanácsköztársaság utáni román megszállástól a község sokat szenvedett.
A második világháború idején a későbbi Csepel Autógyár helyén működő repülőgépgyár bombázásakor a falut is gyakran érte támadás. 1944 novemberében a falu a frontvonalba került, ezért lakosságát kitelepítették Dunakisvarsányba. A hetekig tartó harcok megviselték mind a falu épületeit, mind a lakosságát. 1944. december 29-30-án körülbelül 250 személyt vittek el két évi ukrajnai kényszermunkára.
1945 júniusában 24 családot, mint népellenes bűnösöket, internáltak Királyrétre, majd 1946 májusában 464 német ajkú személyt telepítettek ki Bajorországba. Helyükre Mezőkövesdről, Körösladányból és Szlovákiából hoztak embereket. Számuk az 500 főt meghaladta. Ennek megfelelően folyamatosan változott a falu népességének összetétele.
1952-ben megalakult a Lenin MGTSz, amely 1970 után Csepel-szigeti Lenin MGTSz néven egyesül a szigetszentmártoni és szigetújfalui szövetkezetekkel. A község határában kezdte meg működését a Kertészeti Egyetem (ma: Budapesti Corvinus Egyetem) Szigetcsépi Tangazdasága, amely nagyüzemi szőlő- és gyümölcstermesztéssel foglalkozik a mai napig.
A '90-es években a tsz átalakult Csepel-szigeti Szövetkezetté. Megalakult a német és a szerb kisebbségi önkormányzat. Felépült az új községháza és a reformátusok temploma is. A régi iskola felújításával kialakították az Időskorúak Napközi Otthonának épületét. A '80-90-es években az iskola is új otthont kapott. A régebbi villamosítás mellett kiépült a víz-, csatorna- és gázvezeték, a telefonhálózat.

## Közélete

### Polgármesterei
- 1990–1994: Kóta István (független)[3]
- 1994–1998: Kóta István (független)[4]
- 1998–2002: Kóta István (független)[5]
- 2002–2006: Kóta István (független)[6]
- 2006–2010: Kóta István (független)[7]
- 2010–2014: Kóta István (független)[8]
- 2014–2019: Kóta István (független)[9]
- 2019–2024: Tóthné Kriszt Judit (független)[10]
- 2024– : Tóthné Kriszt Judit (független)[1]

## Népesség
A település népességének változása:
| Lakosok száma | 2282 | 2290 | 2338 | 2548 | 2807 | 2740 | 2785 |
|               | 2013 | 2014 | 2018 | 2021 | 2022 | 2023 | 2024 |

A 2011-es népszámlálás során a lakosok 84,7%-a magyarnak, 0,4% cigánynak, 11,4% németnek, 0,4% románnak, 4,5% szerbnek mondta magát (15,2% nem nyilatkozott; a kettős identitások miatt a végösszeg nagyobb lehet 100%-nál). A vallási megoszlás a következő volt: római katolikus 40,9%, református 9,4%, görögkatolikus 1,7%, felekezeten kívüli 11,4% (31,9% nem nyilatkozott).
2022-ben a lakosság 88%-a vallotta magát magyarnak, 4% németnek, 2,4% szerbnek, 0,6% cigánynak, 0,5% románnak, 0,2% horvátnak, 0,1-0,1% bolgárnak, ruszinnak, ukránnak és szlováknak, 2,1% egyéb, nem hazai nemzetiségűnek (11,6% nem nyilatkozott; a kettős identitások miatt a végösszeg nagyobb lehet 100%-nál). Vallásuk szerint 25,9% volt római katolikus, 8,5% református, 1,7% ortodox, 1,1% görög katolikus, 0,2% evangélikus, 1,7% egyéb keresztény, 0,4% egyéb katolikus, 19% felekezeten kívüli (41,1% nem válaszolt).

## Nevezetességei
- Szerb ortodox templom

1768-ban épült copf stílusban. A tornyot csak 1828-ban emelték. Értékes dísze az 1907-ben felújított ikonosztáz. A templombelső Mária-trónusa 18. századi, melyet vászonra festett kép díszít.( A fotó a felújított templom 2005. novemberi külső képe)
- Római katolikus templom

1758-ban szentelték fel a Szent Teréz-templomot, melyet Mária Terézia építtetett és 1755-ben készült el. Barokk főoltára szépen faragott vörös márvány. Egy korábbi kutatás salzburgi munkának tartja.
A templom mellett kialakított kert a falu egyik büszkesége. Horváth József, a korábbi plébános, püspöki tanácsos kezdeményezésére egy csodálatos zarándokhelyet alakítottak ki. A Fatimai Szűzanya szobor köré szép sziklakertet, Kálvária dombot, Szt. István-kápolnát, Medjugorjai Szűzanyának épített kápolnát, a lourdesi barlang hasonmását hozták létre. A legszebb templomkert pályázaton 1992-ben 2. díjat nyert.
- Református templom

Legújabb templomunk. Modern épület, a teteje viszont régi. Erdélyből szállított fazsindelyes tető, amelynek legfelső részén üvegablakok biztosítják a fényt, a világosságot. Belseje egyszerű, mint maga a vallás. Figyelemre méltó a szószék fakazettás hátulja. A hatszögletű Úrasztala a csillagot jelképezi. Komlósi Péter esperes szentelte fel a templomot 2000. október 23-án. Az istentiszteleten Ulrich Wehman bielefeldi lelkész hirdette az igét. Az ünnepségen a Dunamelléki Egyház 19 lelkésze is jelen volt.
- Emlékmű

A Millenniumi zászló átadásakor avatták fel, a református templom előtti téren. A három egyház (római katolikus, református és ortodox) kezdeményezésére a három egyház összefogását, összetartozását fejezi ki a művész, Kampfl József.
A kb. 150 × 150 × 80 cm méretű rusztikus felületű szikla a vallás az egyház stabilitását jelképezi, a rá állított finoman megmunkált oszlop, a hozzá kapcsolódó kultúrát szimbolizálja. Az oszlopon elhelyezett párnán a három egyházat szimbolizáló püspöki korona látható. Az emlékmű mészkőből készült, a magassága 450 cm.

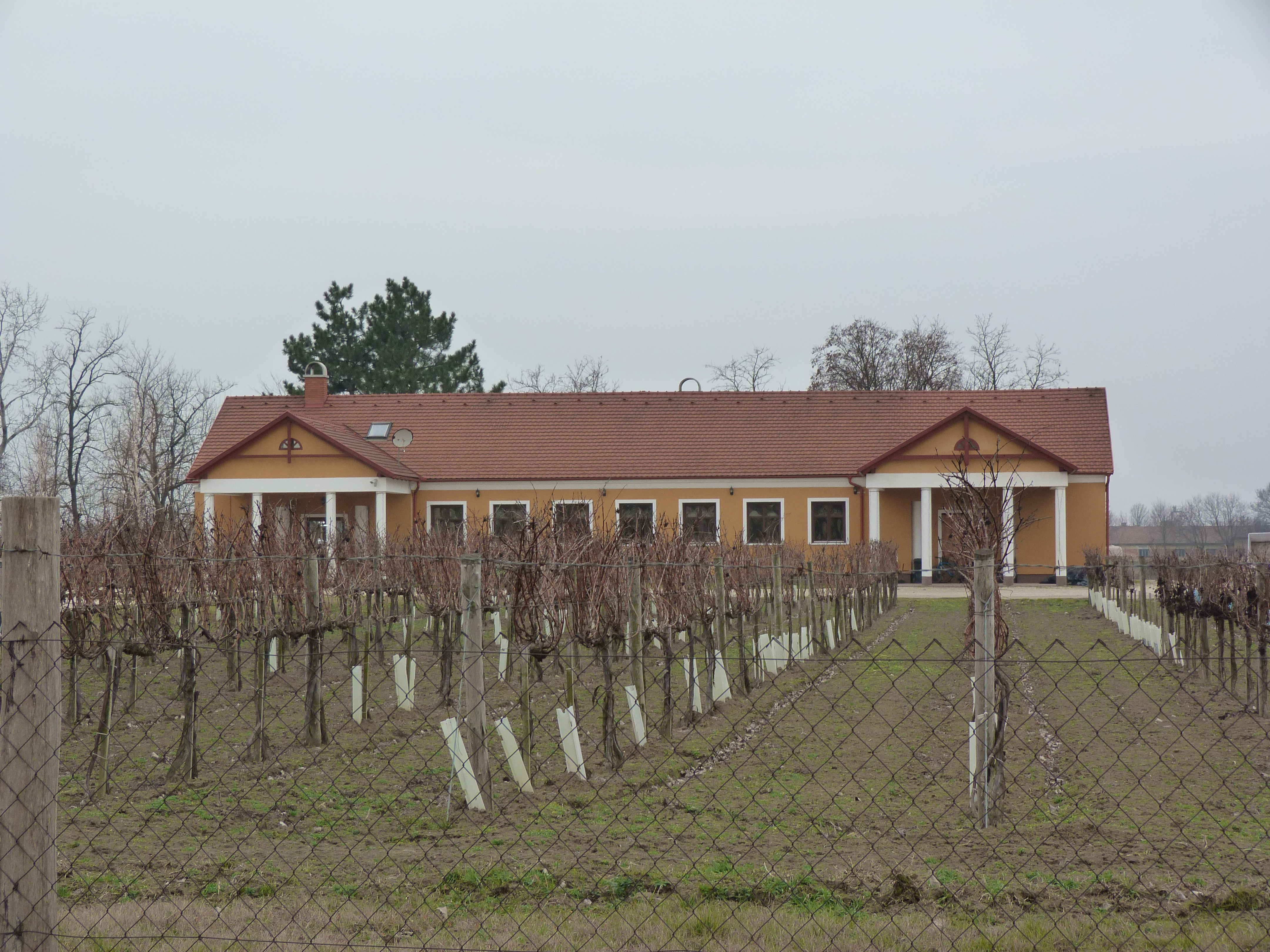
Gál Szőlőbirtok és Pincészet
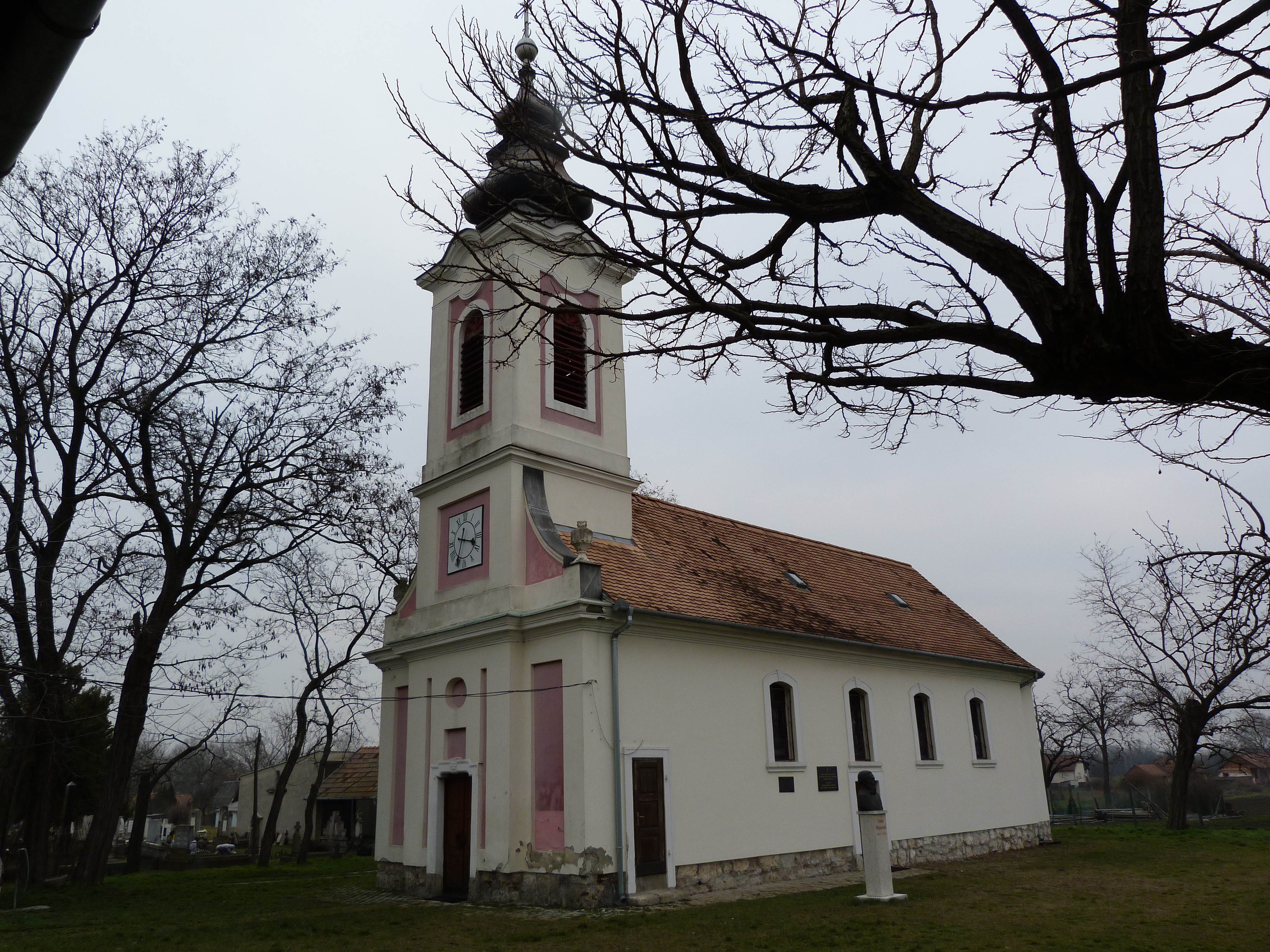
Ortodox templom
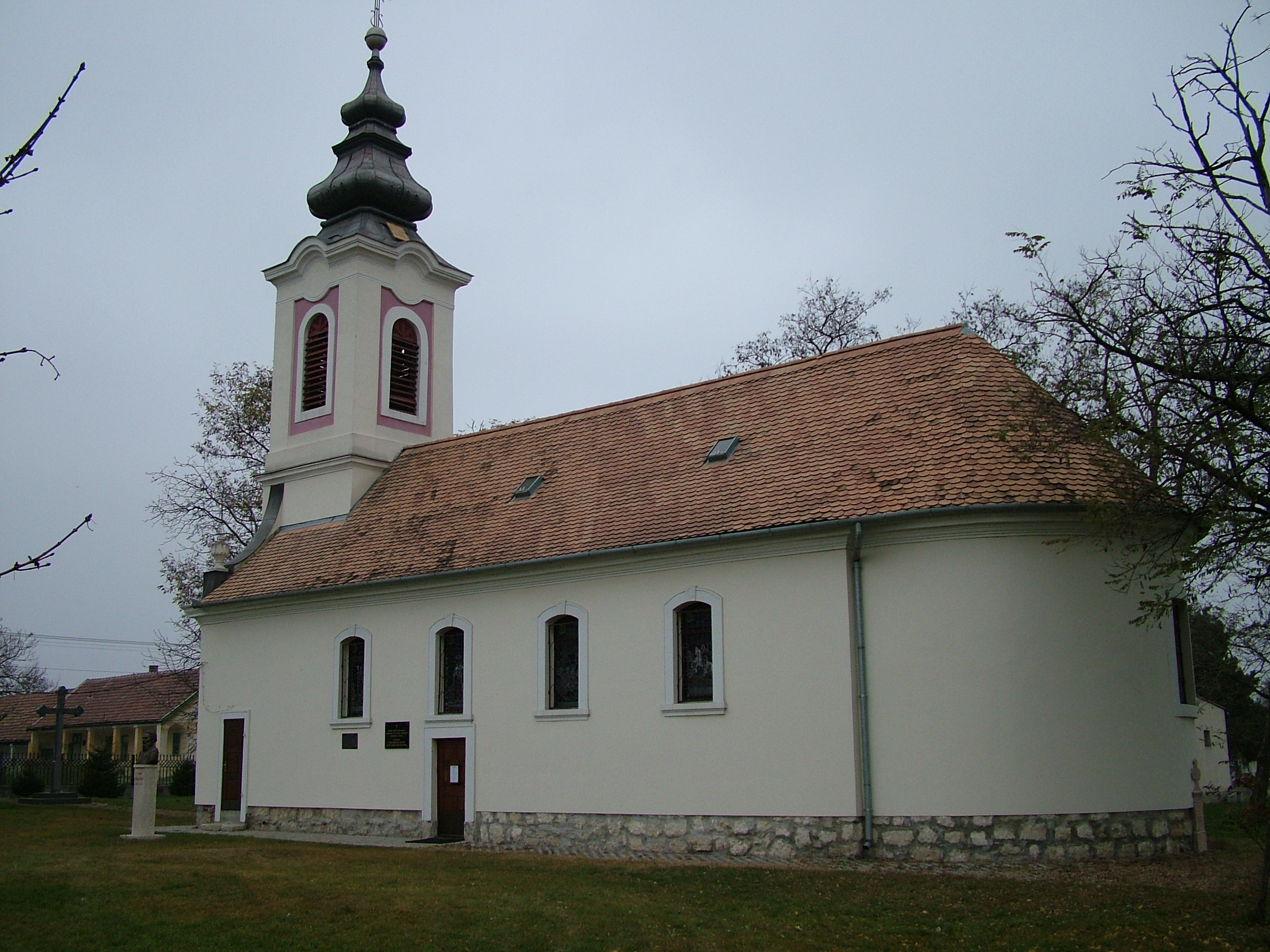
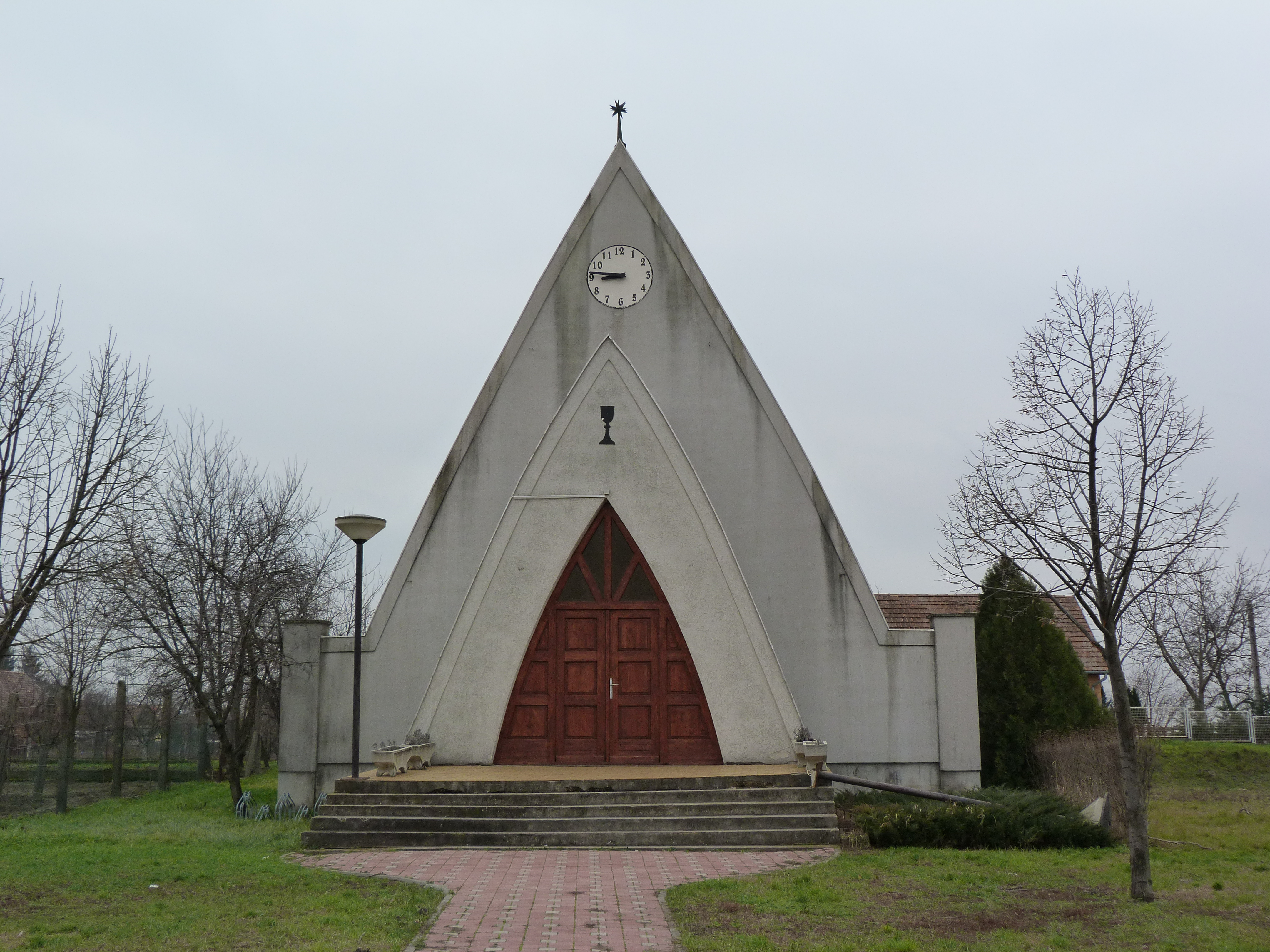
Református templom
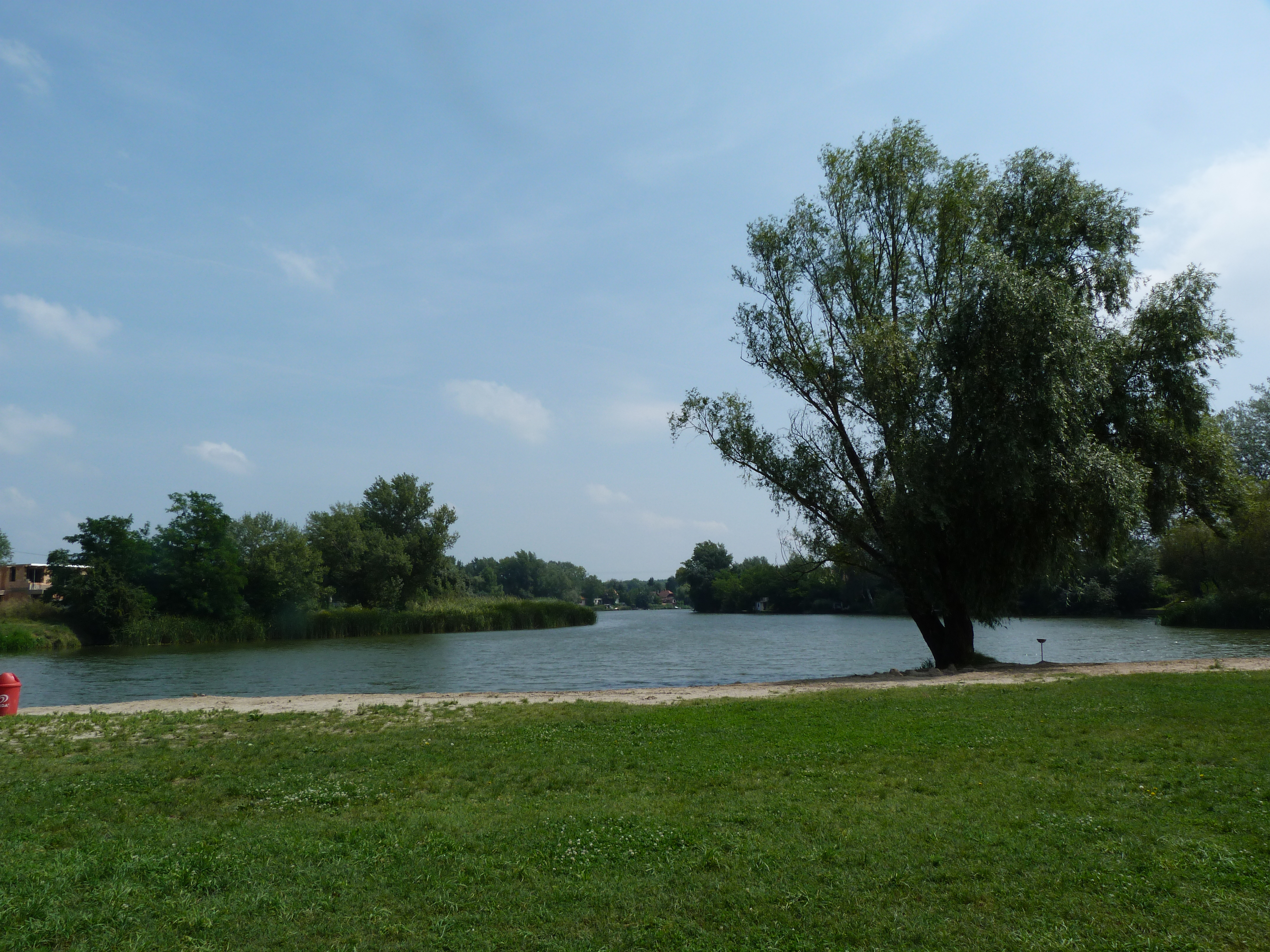
Szigetcsépi Szabadstrand
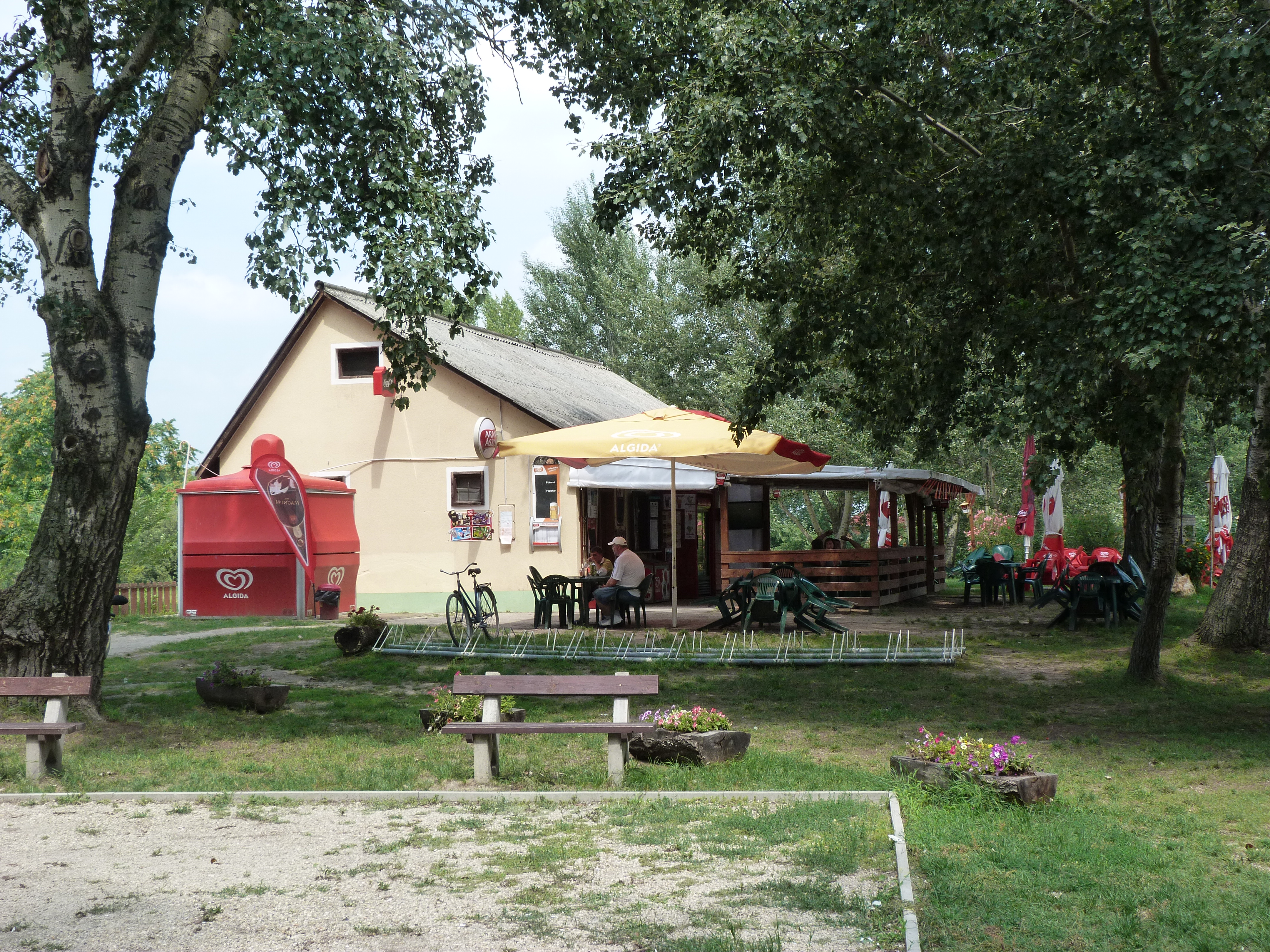
Szigetcsépi Strandbüfé
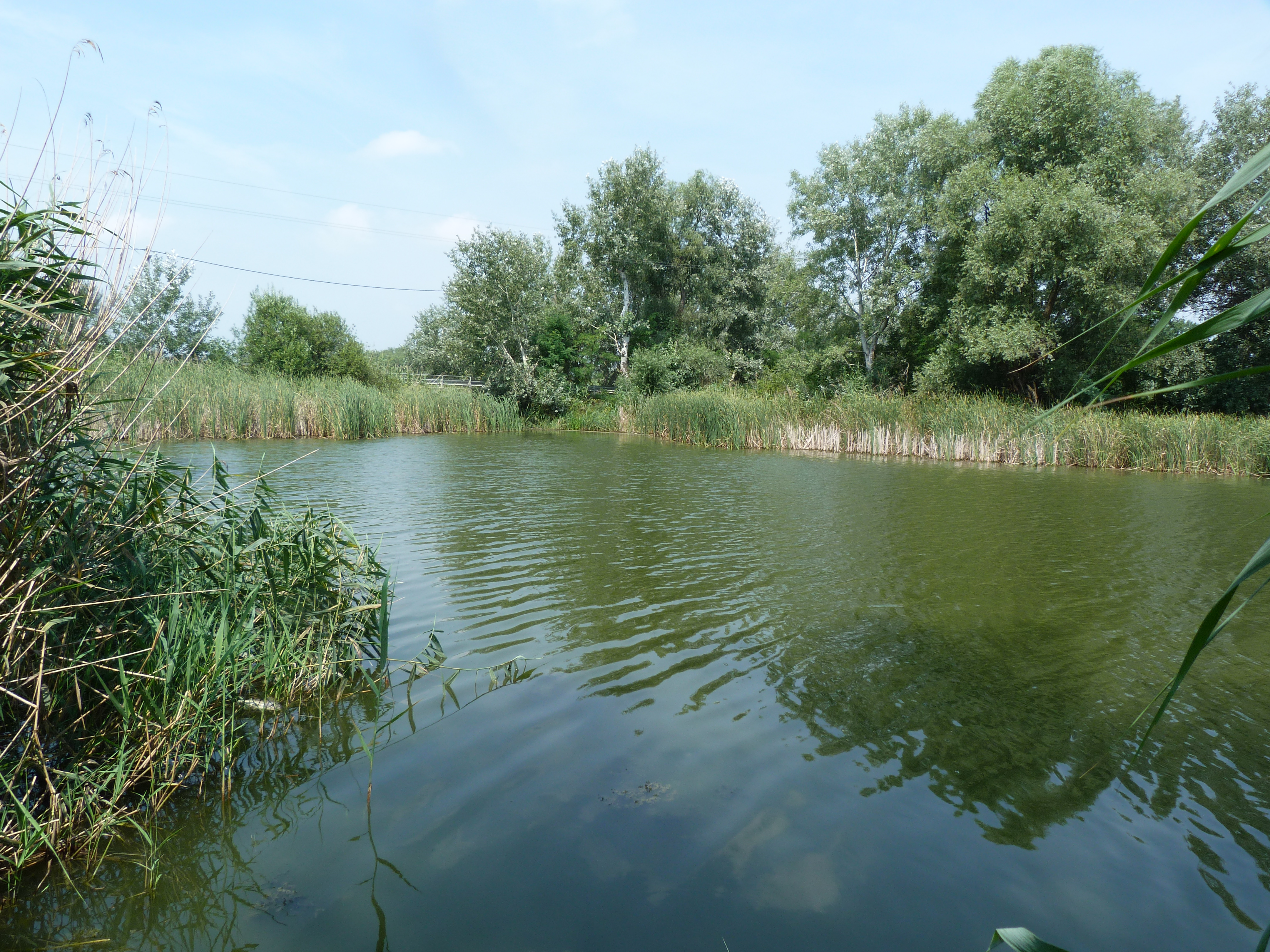
Kis-Duna
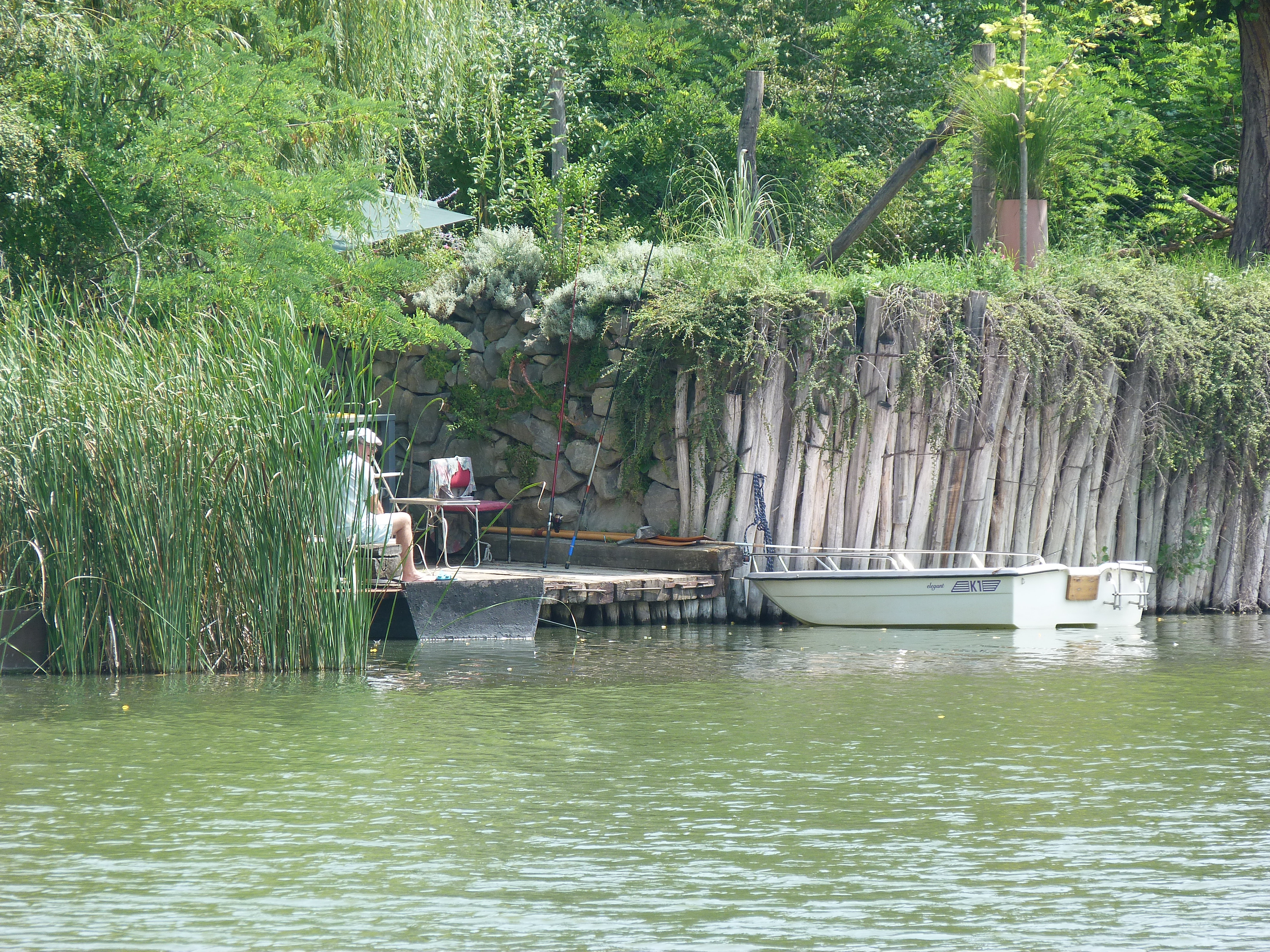
Szigetcsép
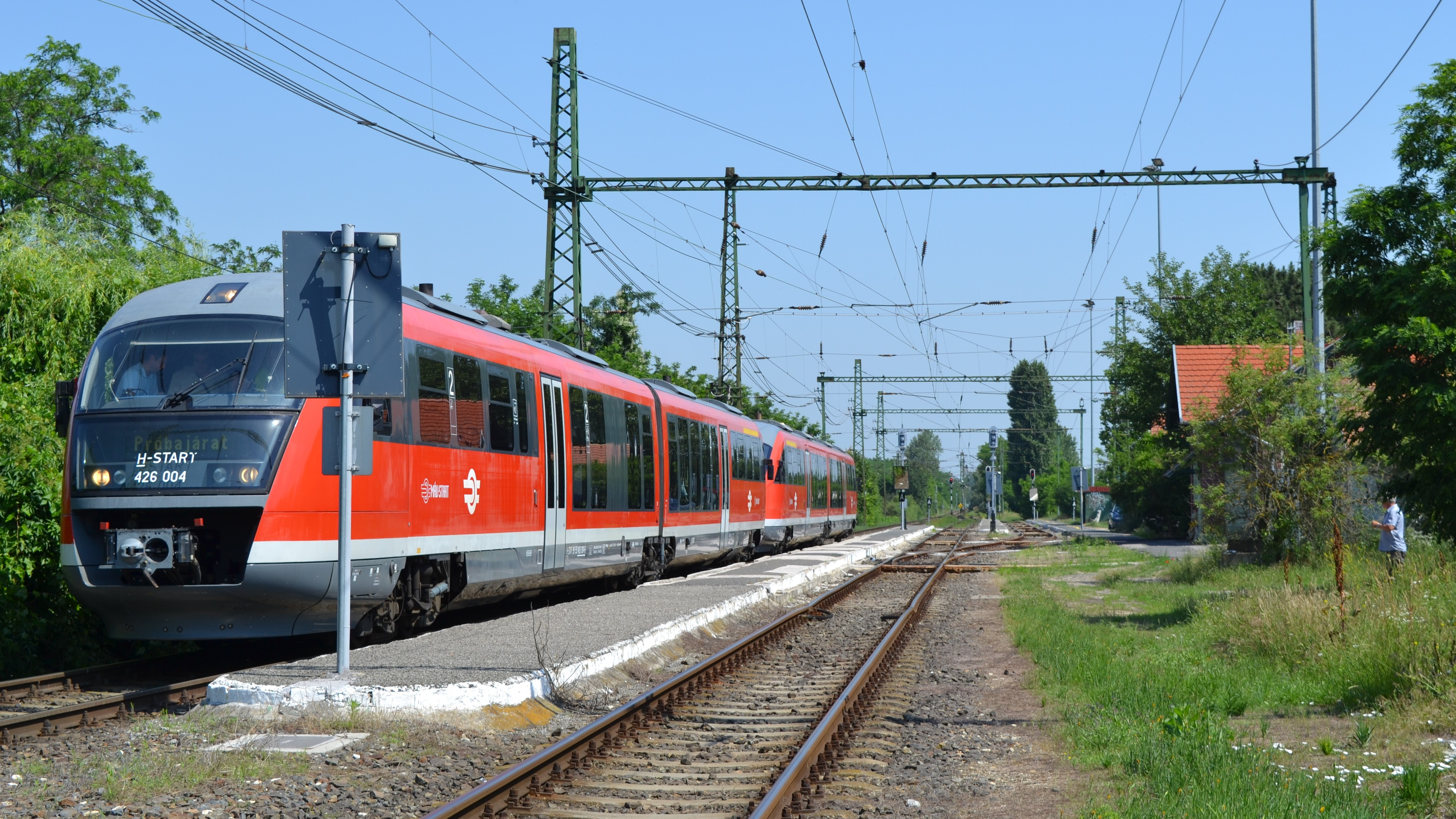
Szigetcsép HÉV-állomás